# Don’t Leave Me Now
Don’t Leave Me Now ist ein Titel der britischen Rockband Pink Floyd aus dem 1979 veröffentlichten Konzeptalbum The Wall. Außerdem wurde das Lied als B-Seite von Run Like Hell veröffentlicht.

## Inhalt
Wie alle anderen Lieder aus The Wall erzählt Don’t Leave Me Now einen Teil der Geschichte des Protagonisten Pink, der zu seinem Schutz vor emotionalen Einflüssen eine imaginäre Mauer errichtet.
Nachdem Pink am Ende von Young Lust herausgefunden hat, dass seine Frau ihn betrügt und in One of My Turns ein Groupie eingeladen hat, die er jedoch schnell wieder verscheucht hat, indem er das Hotelzimmer zerstörte, fällt Pink in eine Depression. Er versucht, seine Frau trotz aller Schwierigkeiten zu überzeugen, ihn nicht zu verlassen, jedoch vergeblich. Dies führt dazu, dass er in Another Brick in the Wall und Goodbye Cruel World seine Mauer vollendet und sich endgültig von der Öffentlichkeit zurückzieht.

## Musik
In Don’t Leave Me Now werden nahezu alle Noten durcheinander gespielt. Das Tempo des Songs ist zum Großteil sehr langsam.

## Film
Der Film zeigt erst einen Ausschnitt in Pinks Hotelzimmer, dann an Pinks Pool. Dort ist Pink zu sehen, wie er auf dem Wasser treibt. Er hat sich den Arm in One of My Turns während seines Wutanfalls aufgeschnitten, deshalb tropft Blut ins Wasser und färbt es rot.
Kurz darauf sieht man Pink in seinem Hotelzimmer sitzen, wie er den Film Mai 1943 – Die Zerstörung der Talsperren guckt. Im Hintergrund erscheint der Schatten von Pinks Frau, bevor sie sich in ein Monster in Form einer Fangschrecke verwandelt, welche auch in The Trial vorkommt und sich daraufhin wiederum in eine Blume in Form einer Vulva aus What Shall We Do Now? – jener Song ist nicht auf dem Album enthalten – verwandelt.
Am Ende ist Pink zu sehen, wie er verzweifelt in einer Ecke kauert.

## Besetzung
- Roger Waters – Gesang, E-Bass
- David Gilmour – Gitarre
- Nick Mason – Schlagzeug
- Richard Wright – Piano, Synthesizer